# Ben Miles
Benjamin Charles Miles (Wimbledon, Gran Londres, Reino Unido, 29 de septiembre de 1966) es un actor británico, conocido por su papel protagónico como Patrick Maitland en la comedia televisiva Coupling, de 2000 a 2004, como Montague Dartie en The Forsyte Saga, de 2002 a 2003, como el afamado capitán Peter Townsend en el drama de Netflix The Crown (2016– 2017) y George en el episodio 8 "El que lo sostiene todo" en el drama televisivo The Romanoffs (2018).

## Biografía
Miles nació en Wimbledon, Londres, y vivió de joven en Ashover, Derbyshire, asistiendo a la Tupton Hall School. Comenzó a actuar en producciones escolares, lo que perseguía principalmente porque le permitía faltar a clases. En una entrevista, Miles declaró cómo pasaría su tiempo libre en una tienda de discos ahora desaparecida (Hudsons) en Chesterfield, Derbyshire mientras "pensaba en 'encontrar el indicado'". Se formó en la Guildhall School of Music and Drama.

## Carrera
Asumió papeles en televisión en la década de 1990, interpretando papeles secundarios en series como Zorro, Soldier Soldier, Is It Legal?, The Bill, Peak Practice y Wonderful You.
Miles interpretó un papel muy pequeño como periodista, con solo unas pocas palabras de diálogo, en la película de 1997 Las alas de la paloma. En 1999, fue elegido como Richard Martin en Reach For The Moon. En 2000, fue elegido para el papel de Robert Brown en Cold Feet y el mujeriego Patrick Maitland en la serie de comedia Coupling, un papel que interpretó hasta que la serie terminó en 2004. Continuó con otros trabajos televisivos durante su mandato en Coupling, apareciendo en The Forsyte Saga como Montague Dartie (esta fue la primera vez que Miles actuó con Amanda Root) y en Prime Suspect. En 2004, Miles interpretó a Charles Ryder en la producción de BBC Radio 4 de Brideshead Revisited. Miles fue el coprotagonista del drama de la BBC A Thing Called Love, filmado en Nottingham, Inglaterra.
Miles apareció en el drama televisivo de la BBC de 2005, Mr Harvey Lights a Candle, interpretando el papel de un maestro que lleva a un grupo de alumnos rebeldes a una excursión de un día a la catedral de Salisbury. En 2006, apareció en el drama televisivo After Thomas como el padre de un hijo con autismo. Trabajó junto a actores como Clive Mantle. En 2008, apareció como el escudero Sir Timothy en la producción británica Lark Rise to Candleford, y como Plantagenet Palliser en la producción de Radio 4 The Pallisers. En 2009, apareció como el director de una empresa de comercio de valores en el drama de la ciudad de la BBC Sex, the City and Me. Interpretó el papel principal en Pulse junto a Claire Foy, con quien también coprotagonizó The Promise a principios de 2011, justo después de aparecer también en Zen de BBC 1. Se reunieron de nuevo en The Crown.
Miles trabaja a menudo con el director James McTeigue: apareció en la película V for Vendetta de McTeigue de 2005 como Dascombe, en Ninja Assassin y en Speed Racer.
En el teatro, interpretó a Bolingbroke en la producción de Richard II de Old Vic en 2005 junto a su suegro Gary Raymond. Miles también apareció en la obra The Norman Conquests como Tom en 2009. The Norman Conquests ganó un premio Tony durante su mandato en la obra a la Mejor Reposición de una Obra.
En el verano del 2011, Miles interpretó a Robert en Betrayal de Harold Pinter en el Comedy Theatre del West End de Londres, con Kristin Scott Thomas interpretando a su esposa, Emma. El triángulo amoroso lo completó Douglas Henshall como su mejor amigo y el amante de ella, Jerry. El renacimiento fue dirigido por Ian Rickson. También en 2011 apareció en la película para televisión The Suspicions of Mr Whicher como el Dr. Stapleton.
En 2014, Miles interpretó a Thomas Cromwell en la versión de la RSC de las novelas de Wolf Hall y Bring Up the Bodies de Hilary Mantel en Stratford y en el Aldwych Theatre de Londres. En abril de 2015, la RSC llevó las obras a la ciudad de Nueva York, donde su actuación fue nominada a Mejor actor principal en una obra en los Premios Tony.
En 2016, interpretó al afamado capitán Peter Townsend en la serie de Netflix The Crown, que estuvo enamorado de la princesa Margarita del Reino Unido, estelarizada por Vanessa Kirby y al duque de Somerset en The Hollow Crown: The Wars of the Roses, el segundo ciclo de una serie de adaptaciones cinematográficas para televisión de las obras históricas de William Shakespeare. En el mismo año, también tuvo un papel invitado como el canciller Tom Pickering en un episodio de la serie de antología Black Mirror ("Hated in the Nation").
En 2017, prestó su voz al viajero del tiempo en una adaptación de Big Finish Productions de The Time Machine y Ace en el doblaje británico de Bob the Builder: Mega Machines.
En 2018, interpretó al detective Jack Haley en la miniserie Collateral de BBC Two, al padre de Simon, George Burrows, en la serie The Romanoffs, y apareció en el escenario del Lyttelton Theatre como uno de los Lehman Brothers en The Lehman Trilogy.

En 2019 interpretó al comandante Danny Hart en The Capture y a John Profumo en The Trial of Christine Keeler, ambos en BBC One.
En 2021, se anunció que protagonizará una nueva serie de televisión derivada de Star Wars para Disney, así como la nueva obra The Mirror and the Light en el Gielgud Theatre en el West End de Londres.

## Vida personal
Miles puede tocar el bajo, la batería y la guitarra y es zurdo. Está casado con la actriz Emily Raymond,  quien protagonizó la película Love Lies Bleeding junto a Faye Dunaway; tienen tres hijos. Los dos también aparecieron juntos en el episodio de Peak Practice, "Before The Lights Go Out" en 1999.

## Filmografía

### Televisión
| Año       | Título                                | Interpreta                      | Notas                                     |
| --------- | ------------------------------------- | ------------------------------- | ----------------------------------------- |
| 1990-1991 | Zorro                                 | José Rivas                      | 2 episodios                               |
| 1995      | Soldier Soldier                       | John McGovern                   | 1 episodio                                |
| 1996      | Is It Legal?                          | Tom                             | 1 episodio                                |
| 1997      | Melissa                               | 1st Editor                      | 1 episodio                                |
| 1998      | Catherine Cookson's: The Round Tower  | Angus Cotton                    | película para televisión                  |
| 1997-1999 | The Bill                              | D.C. Colin Waterman / Dan Price | 2 episodios                               |
| 1998      | The Life and Crimes of William Palmer | Thomas Palmer                   | 2 episodios                               |
| 1999      | Wonderful You                         | Ray                             | 4 episodios                               |
| 1999-2000 | Peak Practice                         | Rob Sinclair                    | 5 episodios                               |
| 2000      | Cold Feet                             | Robert Brown                    | 7 episodios                               |
| 2000–2004 | Coupling                              | Patrick Maitland                | 28 episodios                              |
| 2001      | Holby City                            | Ed Somers                       | Episodio: "Tip of the Iceberg"            |
| 2002–2003 | The Forsyte Saga                      | Montague Dartie                 |                                           |
| 2005      | The Government Inspector              | Kevin Marsh                     | Película para televisión                  |
| 2005      | Under the Greenwood Tree              | Parson Maybold                  | Película para televisión                  |
| 2006      | Un amigo inesperado                   | Rob Graham                      | Película para televisión                  |
| 2008      | Lark Rise to Candleford               | Sir Timothy Midwinter           | 10 episodios                              |
| 2009      | Agatha Christie's Marple              | Percival Fortescue              | Episodio: "A Pocket Full of Rye"          |
| 2010      | Pulse                                 | Joe Sennet                      | película para televisión                  |
| 2011      | Zen                                   | Amedeo Colonna                  | 3 episodios miniserie                     |
| 2011      | The Promise                           | Max Meyer                       | 4 episodios miniseries                    |
| 2011      | The Suspicions of Mr Whicher          | Dr. Stapleton                   | Episodio: "The Murder at Road Hill House" |
| 2011      | Masterpiece Mystery                   | Amedeo Colonna                  | Episodio: "Ratking"                       |
| 2013–2014 | Dracula                               | Browning                        | 10 episodios                              |
| 2016–2017 | The Crown                             | Peter Townsend                  | 9 episodios                               |
| 2017–2018 | Bob the Builder                       | Ace (voz)                       | versión británica 4 episodios             |
| 2017      | The Last Post                         | Major Harry Markham             | 6 episodios                               |
| 2018      | Collateral                            | DSU Jack Haley                  | 4 episodios                               |
| 2018      | The Romanoffs                         | George Burrows                  | Episodio: "The One That Holds Everything" |
| 2019      | The Capture                           | Commander Daniel "Danny" Hart   | 6 episodios                               |
| 2019–2020 | The Trial of Christine Keeler         | John Profumo                    | 6 episodios                               |
| 2019      | The One Show                          | Himself                         | 1 episodio                                |
| 2020      | Devils                                | Edward Stuart                   | 2 episodios                               |
| 2022      | Andor                                 | Tay Kolma                       |                                           |